# Tizzano Val Parma
Tizzano Val Parma (emilián nyelven Tisàn) település Olaszországban, Emilia-Romagna régióban, Parma megyében. Lakosainak száma 2128 fő (2023. január 1.). Tizzano Val Parma Corniglio, Langhirano, Neviano degli Arduini és Palanzano községekkel határos.

## Népesség
A település lakossága az elmúlt években az alábbi módon változott:
| Lakosok száma | 2097 | 2083 | 2128 |
|               | 2017 | 2018 | 2023 |